# Žihobce
Žihobce település Csehországban, a Klatovyi járásban. Žihobce Čímice, Strašín, Nezdice na Šumavě, Domoraz, Soběšice, Sušice, Dražovice, Podmokly és Bukovník településekkel határos. Lakosainak száma 581 fő (2024. január 1.).

## Népesség
A település lakosságának változását az alábbi diagram mutatja:
| Lakosok száma | 2047 | 2034 | 2021 | 1247 | 903  | 603  | 606  | 575  | 566  | 581  |
|               | 1869 | 1900 | 1921 | 1961 | 1980 | 2011 | 2016 | 2019 | 2021 | 2024 |